# Willpower
Nota: O título correto deste artigo é #willpower. A substituição ou omissão do sinal # se deve por restrições técnicas.
#willpower é o quarto álbum de estúdio do artista e produtor musical norte-americano will.i.am. O álbum foi originalmente agendado para seu lançamento em setembro de 2012, mas foi adiado várias vezes até seu lançamento em 19 de abril de 2013. Eva Simons e Britney Spears respectivamente participaram do primeiro single do álbum, "This Is Love" e o segundo "Scream & Shout", enquanto Justin Bieber participou do terceiro single "#thatPower". Lil Wayne, Hit-Boy, Diddy e Waka Flocka Flame participaram do remix de "Scream & Shout", enquanto Juicy J, Miley Cyrus, Skylar Grey, Nicole Scherzinger, 2NE1, Baby Kaeley e apl.de.ap emprestam suas vozes para as participações no álbum.

## Antecedentes e desenvolvimento
Durante a gravação do sexto álbum de estúdio do grupo americano The Black Eyed Peas, The Beginning, sua colega de banda Fergie anunciou em uma entrevista que will.i.am estava em processo de gravação para gravar um novo álbum solo provisoriamente intitulado Black Einstein. Poucos dias depois, will.i.am confirmou a notícia, e anunciou que o álbum seria lançado no quarto trimestre de 2011. Foi anunciado em novembro de 2011 por will.i.am, que ele havia modificado o título do álbum de Black Einstein para #willpower. will.i.am confirmou a colaboração com Britney Spears, Jennifer Lopez, Miley Cyrus, Cheryl Cole, Nicole Scherzinger, David Guetta, Alicia Keys, Natalia Kills, LMFAO, Eva Simons, Chris Brown, Mick Jagger, Busta Rhymes, Demi Lovato, Justin Bieber e Ne-Yo. Kanye West também gravou para o álbum, embora ela não seja apresentada no álbum.
A arte da capa apresenta uma imagem photoshopada da cabeça de Adam, com seus ombros removidos da imagem, imposta a um fundo alaranjado com um código hexadecimal de #FD5800. A edição de luxo do álbum apresenta o mesmo fundo de cor laranja da anterior. A arte da capa, no entanto, alterada para um versão apresentada ampliada do insígnia #willpower substituída da cabeça de Adam como a característica central da capa do álbum. Sua cabeça sendo a tampa traseira na edição de luxo. A arte da capa e o design foi criado por Pasha Shapiro, Ernst Weber and Eddie Axley.

## Promoção

### Singles
"This Is Love" foi lançado primeiro single oficial do álbum em 1 de junho de 2012. A faixa apresenta vocais de Eva Simons. A canção estreou na Capital FM e na BBC Radio 1 em 14 de maio de 2012. Mais tarde, foi confirmado que o single seria lançado no Reino Unido primeiro em 24 de junho. O videoclipe da canção, parte do qual foi gravado em South Bank, em Londres, com a Tower Bridge em segundo plano, e estreou em 25 de maio de 2012. A faixa em si foi produzida por Steve Angello do Swedish House Mafia. A faixa alcançou a posição #1 no UK Singles Chart, fazendo com que fosse o primeiro single número um de Will no Reino Unido. A faixa foi lançada nos Estados Unidos em 19 de junho de 2012, impactando oficialmente no Top 40 Mainstream rádio, e sendo promovido com uma performance no America's Got Talent.
"Scream and Shout" tornou-se o segundo single de #willpower em 20 de novembro de 2012. A canção apresenta vocais da cantora americana Britney Spears. Ambos, Spears e will.i.am confirmaram a filmagem de um videoclipe para o lançamento do single através de suas contas no Twitter. O single foi lançado nos Estados Unidos antes de seu lançamento no Reino Unido. A faixa vazou primeiro on-line em 17 de novembro de 2012. A participação de Spears cantando com um sotaque Inglês, é uma amostra do famoso 'Britney, bitch' (Britney vadia) gancho de seu single "Gimme More". O vídeo que acompanha foi filmado no fim de semana de 13 e 14 de outubro de 2012 no Delfino Studios em Hollywood, Califórnia. A canção recebeu sua estreia no rádio em todo o mundo em 19 de novembro de 2012. O videoclipe estreou em 28 de novembro de 2012 durante o The X Factor. A faixa também foi oficialmente impactada pelas rádios Top 40, mainstream e Rhtyhmicem em 27 de novembro de 2012. No final de janeiro de 2013, um novo remix de hip-hop da música com Lil Wayne, Waka Flocka Flame, Hit-Boy e Diddy, além de Spears foi lançado. Um novo vídeo musical foi lançado em 14 de fevereiro de 2013.
"#thatPower" com participação de Justin Bieber foi anunciado como o terceiro single de #willpower em 15 de março de 2013, na conta oficial de will.i.am no Twitter. Estreando na Capital FM naquele dia, o single foi lançado em 18 de março de 2013, coincidindo com a notícia de que #willpower seria finalmente lançado em 23 de abril de 2013.

### Outras canções
Dois singles antecederam o segundo bloco de produção #willpower, eles foram lançados antes do álbum inicialmente adiado no início de 2012. "T.H.E. (The Hardest Ever)" foi originalmente lançado como o chefe single do álbum, lançado em 20 de novembro de 2011. A faixa apresenta vocais de Jennifer Lopez e Mick Jagger. O single foi lançado na referida data, nos Estados Unidos, e três meses depois, em 5 de fevereiro de 2012, no Reino Unido. A canção alcançou a posição #36 na Billboard Hot 100 e em #3 no UK Singles Chart, respectivamente. "Great Times", que viria a ser remixada como "Great Times Are Coming" na versão final de #willpower, foi lançado como o primeiro single do álbum no Brasil em 29 de novembro de 2011, como "T.H.E. (The Hardest Ever)" não foi emitido no país. O single alcançou a posição #2 na parada Hot 100 Airplay, e também foi um sucesso na Coreia do Sul, onde alcançou a posição #12 na parada de singles.
"Fall Down", participações no vacais de Miley Cyrus, foi lançado como um single promocional em 16 de abril 2013, como parte do iTunes Countdown para Willpower. Mais tarde o próprio Will confirmou que a canção será o próximo single oficial que dará continuidade ao trabalho de divulgação de seu álbum. Fall Down debutou na posição #58 da Billboard Hot 100, além de ter debutado no charts de vários outros países.

## Lançamento e recepção comercial
#willpower foi lançado em 16 de abril de 2013 livre para streaming no YouTube, seguindo com o vazamento do álbum naquele mesmo dia. Enquanto o álbum não foi colocado em pré-venda em nenhuma loja de download digital, incluindo o iTunes, cópias do CD estavam disponíveis por pré-encomenda desde o primeiro anúncio oficial do álbum no início de 2012. Com a data de lançamento confirmada para 22 de abril no Reino Unido e 23 de abril nos Estados Unidos, o álbum foi lançado em CD mais cedo, em 19 de abril de 2013 na Austrália e na Alemanha.

## Recepção crítica
| Críticas profissionais  | Críticas profissionais |
| Avaliações da crítica   | Avaliações da crítica  |
| Fonte                   | Avaliação              |
| ----------------------- | ---------------------- |
| Allmusic                | [ 20 ]                 |
| The Guardian            | [ 21 ]                 |
| The Independent         | [ 22 ]                 |
| Knoxville News Sentinel | [ 23 ]                 |
| Daily Express           | [ 24 ]                 |
| Rolling Stone           | [ 25 ]                 |
| Slant Magazine          | [ 26 ]                 |
| USA Today               | [ 27 ]                 |

Andy Gill do The Independent deu ao álbum 3 de 5 estrelas, descrevendo o álbum como "recheado com sons que, embora em nenhum sentido, com tecnologia de ponta como ele gosta de fazer fora, a crista da onda do popular" e comparou-a com o trabalho de outros artistas como David Guetta e Swedish House Mafia. Stephen Unwin do Daily Express também deu ao álbum 3 de 5 estrelas, escrevendo que will.i.am "aprecia muito mais um jogo de palavras, conseguindo expulsar as colaborações." Jon Dolan do Rolling Stone deu ao álbum 3 de 5 estrelas, escrevendo "o quarto álbum solo de Will.i.am é exatamente o tamanho do Death Star Jägerbomb que você esperaria." O site Metacritic deu ao álbum 53 de 100 que significa "misto ou médio".

### Controvérsia desampling
Uma controvérsia surgiu devido a segmentos idênticos entre a canção "Let's Go" e a faixa "Rebound" de Arty e Mat Zo. Arty alegou no Twitter que a Interscope Records conseguiu pedir permissão a gravadora Anjunabeats antes de samplear "Rebound".

## Alinhamento de faixas
| #willpower - edição padrão |                                                               |                                                                                                 |                                    |         |  |
| N.º                        | Título                                                        | Compositor(es)                                                                                  | Produtor(es)                       | Duração |  |
| 1.                         | "Good Morning"                                                | William Adams Jack Milas Oli Chang                                                              | will.i.am                          | 1:44    |  |
| 2.                         | "Hello"                                                       | Adams Jean Baptiste Ryan Buendia Padraic Kerin Michael McHenry                                  | Afrojack will.i.am Free School     | 4:45    |  |
| 3.                         | "This Is Love" (com participação de Eva Simons)               | Adams Steve Angello Sebastian Ingrosso Max Martin Eva Maria Simons Mike Hamilton                | will.i.am Angello Ingrosso         | 4:39    |  |
| 4.                         | "Scream & Shout" (com participação de Britney Spears)         | Adams Jef Martens Baptiste                                                                      | Lazy Jay will.i.am [a]             | 4:42    |  |
| 5.                         | "Let's Go" (com participação de Chris Brown)                  | Adams Artem Stolyarov Brown                                                                     | will.i.am                          | 5:34    |  |
| 6.                         | "Gettin' Dumb" (com participação de apl.de.ap e 2NE1)         | Adams Allan Pineda Baptiste McHenry Darrell Eversley Howard Eversley Shaun Spearman Alain Whyte | will.i.am Free School FRESHM3N III | 5:13    |  |
| 7.                         | "Geekin'"                                                     | Adams Lukasz Gottwald Henry Walter                                                              | will.i.am                          | 3:34    |  |
| 8.                         | "Freshy" (com participação de Juicy J)                        | Adams Jordan Houston D. Eversley H. Eversley Spearman Jaime L. Munson                           | FRESHM3N III will.i.am Poet        | 4:06    |  |
| 9.                         | "#thatPower" (com participação de Justin Bieber)              | Adams Damien Leroy Bieber                                                                       | Leroy will.i.am                    | 4:39    |  |
| 10.                        | "Great Times Are Coming"                                      | Adams D. Eversley H. Eversley Spearman Leroy                                                    | will.i.am FRESHM3N III Leroy       | 4:36    |  |
| 11.                        | "The World Is Crazy" (com participação de Dante Santiago)     | Adams George Pajon, Jr. Caleb Speir                                                             | will.i.am                          | 3:59    |  |
| 12.                        | "Fall Down" (com participação de Miley Cyrus)                 | Adams Gottwald Benjamin Levin Walter                                                            | Dr. Luke Benny Blanco Cirkut       | 5:07    |  |
| 13.                        | "Love Bullets" (com participação de Skylar Grey)              | Adams Holly Hafermann Keith Harris Zachary Jones                                                | will.i.am Zach "GFG" Jones [a]     | 4:11    |  |
| 14.                        | "Far Away from Home" (com participação de Nicole Scherzinger) | Adams Gottwald Walter                                                                           | will.i.am                          | 3:54    |  |
| 15.                        | "Ghetto Ghetto" (com participação de Baby Kaely)              | Adams Calvin Johnson Brandon Green                                                              | Maejor Ali                         | 3:52    |  |
| Duração total:             | Duração total:                                                | Duração total:                                                                                  | Duração total:                     | 64:35   |  |

| Edição de luxo |                       |                                              |                    |         |  |
| N.º            | Título                | Compositor(es)                               | Produtor(es)       | Duração |  |
| 16.            | "Reach for the Stars" | Adams Kenny Oliver Onree Gill                | will.i.am Dr. Luke | 4:21    |  |
| 17.            | "Smile Mona Lisa"     | Adams Pajon, Jr. Antonio Maria Luis Bonfa    | will.i.am          | 3:36    |  |
| 18.            | "Bang Bang"           | Adams James P. Johnson Cecil Mack Sonny Bono | will.i.am          | 4:38    |  |
| Duração total: | Duração total:        | Duração total:                               | Duração total:     | 76:37   |  |

| Edição internacional de luxo (Disco 2) | |                                                                                  |                                    |         |  |
| N.º                                    | Título | Compositor(es)                                                                   | Produtor(es)                       | Duração |  |
| 1.                                     | "Scream & Shout (Hit-Boy Remix)" (com participação de Britney Spears, Hit-Boy, Waka Flocka Flame, Lil Wayne e Diddy) | Adams Dwayne Carter Sean Combs Chauncey Hollis Juaquin Malphurs Martens Baptiste | Lazy Jay will.i.am [a] Hit-Boy [c] | 4:21    |  |
| 2.                                     | "#thatPower (Trap Remix)" (com participação de Justin Bieber)                                                        | Adams Bieber Leroy                                                               | will.i.am Leroy                    | 3:36    |  |
| 3.                                     | "Bang Bang" | Adams Johnson Mack Bono                                                          | will.i.am                          | 4:39    |  |
| Duração total:                         | Duração total: | Duração total:                                                                   | Duração total:                     | 79:51   |  |

| Edição de luxo do Japão (Disco 2) | |                                                     |                                    |         |  |
| N.º                               | Título | Compositor(es)                                      | Produtor(es)                       | Duração |  |
| 1.                                | "Reach for the Stars"                                                                                                | Adams Oliver Gill                                   | Lazy Jay will.i.am [a] Hit-Boy [c] | 4:21    |  |
| 2.                                | "Smile Mona Lisa" | Adams Pajon, Jr. Maria Bonfa                        | will.i.am                          | 3:36    |  |
| 3.                                | "Bang Bang" | Adams Johnson Mack Bono                             | will.i.am                          | 4:38    |  |
| 4.                                | "Great Times" (Damien Leroy Version)                                                                                 | Adams D. Eversley H. Eversley Spearman Leroy        | will.i.am FRESHM3N III Leroy       | 3:10    |  |
| 5.                                | "Scream & Shout (Hit-Boy Remix)" (com participação de Britney Spears, Hit-Boy, Waka Flocka Flame, Lil Wayne e Diddy) | Adams Carter Combs Hollis Malphurs Martens Baptiste |                                    | 5:56    |  |
| Duração total:                    | Duração total: | Duração total:                                      | Duração total:                     | 79:51   |  |

| Relançamento |                                                                                              |                |                 |         |  |
| N.º          | Título                                                                                       | Compositor(es) | Produtor(es)    | Duração |  |
| 5.           | "Feelin' Myself" (com participação de Miley Cyrus, Wiz Khalifa, French Montana e DJ Mustard) | Adams          | DJ Mustard SARE |         |  |

- Engenheiro de rastreamento: Afrojack, Chris "Tek" O'Ryan, Daniel Zaidenstadt, David Levy, John Hanes, Josh Gudwin, Padriac Kerin, Poet, will.i.am
- Engenheiros de mixagem: Dylan Dresdow, Serban Ghenea, Steve Duda.
- Engenheiros de masterização: Brian "Big Bass" Gardner

Notas
- ↑[A]  significa produção adicional
- ↑[B]  significa co-produtor
- ↑[C]  significa remixer
- "Let's Go" foi substituído por "Feelin' Myself" no relançamento

Créditos de sample
- "Good Morning" contém uma interpolação de "Flowers Bloom", escrito por Jack Milas e Oli Chang, interpretada por High Highs.
- "Smile Mona Lisa" contém elementos de "Manhã de Carnaval", escrito por Luiz Bonfá, Antônio Maria, Les Nouvelles Editions Méridian (Sacem)
- "Let's Go" contém samples da canção "Rebound" de Arty e Mat Zo.